# Jean-Michel Guenassia

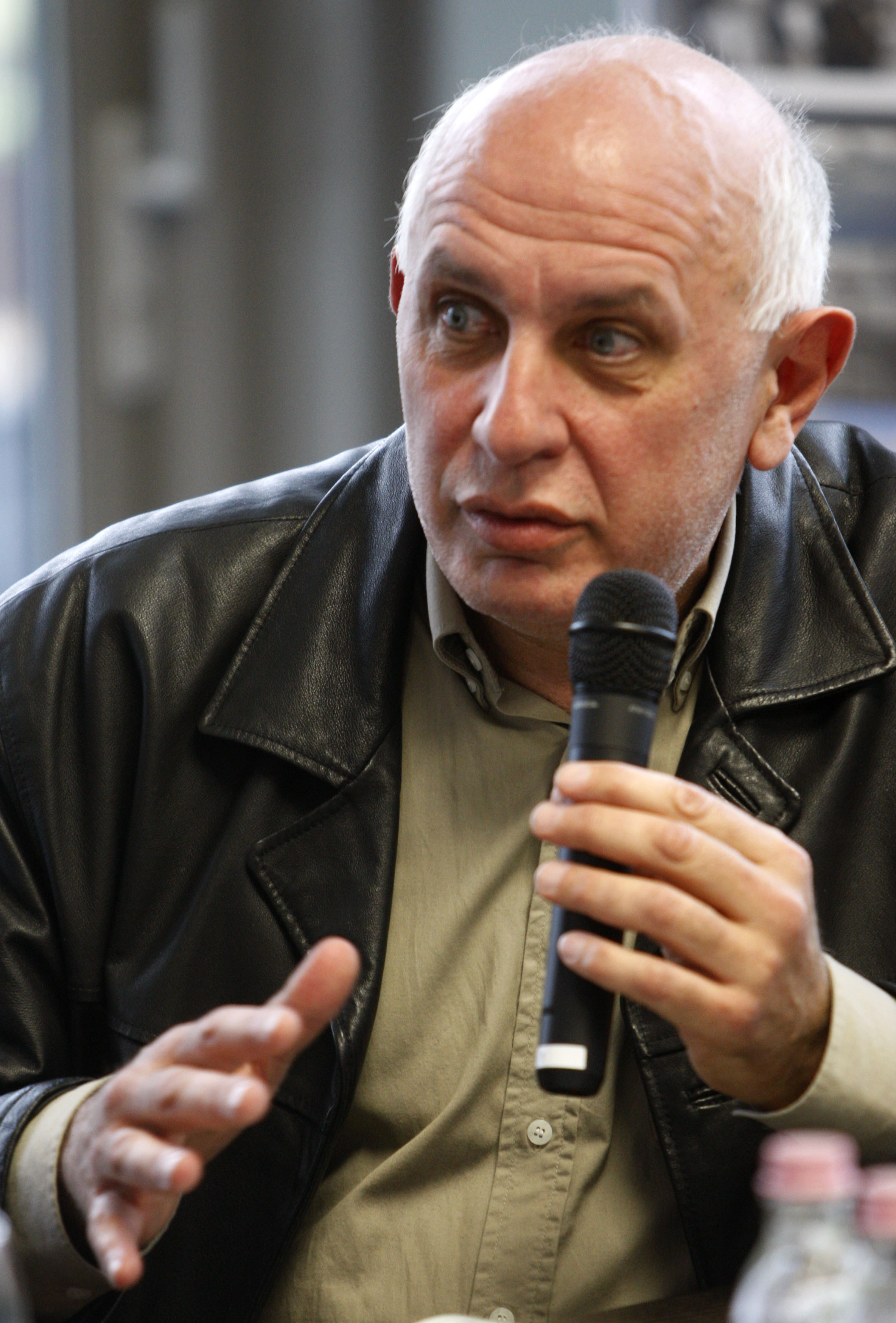
Jean-Michel Guenassia

Jean-Michel Guenassia (geboren 1950 in Algier, Französisch-Nordafrika)  ist ein französischer Drehbuchautor und Schriftsteller.

## Leben
Guenassia veröffentlichte 1986 seinen ersten Kriminalroman. Er erhielt für den  2009 gedruckten Le club des incorrigibles optimistes den Prix Goncourt des lycéens. Das Buch wurde in der französischen Kritik gelobt und erhielt 2010 den Preis der Leser der Zeitschrift Notre Temps.

## Werke (Auswahl)
- Pour cent millions, Paris : L. Lévi, 1986
- Le Club des incorrigibles optimistes. Paris : Albin Michel, 2009
  - Der Club der unverbesserlichen Optimisten. Übersetzung Eva Moldenhauer. Berlin : Insel-Verlag, 2011 ISBN 978-3-458-17496-7.
- La vie rêvée d'Ernesto G. Paris : Albin Michel, 2012
  - Eine Liebe in Prag. Übersetzung Eva Moldenhauer. Berlin : Insel-Verlag, 2014 ISBN 978-3-458-17585-8
- Trompe-la-mort. Paris : Albin Michel, 2015
- La Valse des arbres et du ciel. Paris : Albin Michel, 2016
- De l’influence de David Bowie sur la destinée des jeunes filles. Paris : Albin Michel, 2017